# مهدی آقاولی (داور کشتی)
مهدی آقاولی معروف به سالار اقاولی متولد ۱۳۶۱ در شهریار (تهران) ایران داور درجه یک بین‌المللی اتحادیه جهانی کشتی می‌باشد.

## قضاوت‌ها
- مسابقات قهرمانی آسیا در تایلند - ۲۰۱۰
- مسابقات قهرمانی آسیا در ازبکستان- ۲۰۱۱
- کشتی بزرگسالان آسیا در هندوستان-۲۰۱۳
- کشتی بزرگسالان آسیا در مجارستان -۲۰۱۶
- مسابقات قهرمانی امیدهای جهان در لهستان-۲۰۱۷
- جام جهانی کشتی فرنگی در شیراز-۲۰۱۷
- جام جهانی کشتی آزاد در کرمانشاه - ۲۰۱۸
- قضاوت در مسابقات گزینشی المپیک مجارستان-۲۰۱۸
- قضاوت در مسابقات باشگاه‌های جهان کشتی آزاد و فرنگی-۲۰۲۰
- قضاوت در مسابقات جوانان جهان روسیه-۲۰۲۱